# Torresitrachia
Torresitrachia är ett släkte av snäckor. Torresitrachia ingår i familjen Camaenidae.
Kladogram enligt Catalogue of Life:
| Torresitrachia | \| \| Torresitrachia amaxensis \| \| \| \| \| \| Torresitrachia bathurstensis \| \| \| \| \| \| Torresitrachia crawfordi \| \| \| \| \| \| Torresitrachia deflecta \| \| \| \| \| \| Torresitrachia monticola \| \| \| \| \| \| Torresitrachia regula \| \| \| \| \| \| Torresitrachia stipata \| \| \| \| \| \| Torresitrachia thedana \| \| \| \| \| \| Torresitrachia torresiana \| \| \| \| \| \| Torresitrachia umbonis \| \| \| \| \| \| Torresitrachia weaberana \| \| \| \| |
|                | \| \| Torresitrachia amaxensis \| \| \| \| \| \| Torresitrachia bathurstensis \| \| \| \| \| \| Torresitrachia crawfordi \| \| \| \| \| \| Torresitrachia deflecta \| \| \| \| \| \| Torresitrachia monticola \| \| \| \| \| \| Torresitrachia regula \| \| \| \| \| \| Torresitrachia stipata \| \| \| \| \| \| Torresitrachia thedana \| \| \| \| \| \| Torresitrachia torresiana \| \| \| \| \| \| Torresitrachia umbonis \| \| \| \| \| \| Torresitrachia weaberana \| \| \| \| |
|                | Torresitrachia amaxensis |
|                | |
|                | Torresitrachia bathurstensis |
|                | |
|                | Torresitrachia crawfordi |
|                | |
|                | Torresitrachia deflecta |
|                | |
|                | Torresitrachia monticola |
|                | |
|                | Torresitrachia regula |
|                | |
|                | Torresitrachia stipata |
|                | |
|                | Torresitrachia thedana |
|                | |
|                | Torresitrachia torresiana |
|                | |
|                | Torresitrachia umbonis |
|                | |
|                | Torresitrachia weaberana |
|                | |